# Rufus Cappadocia

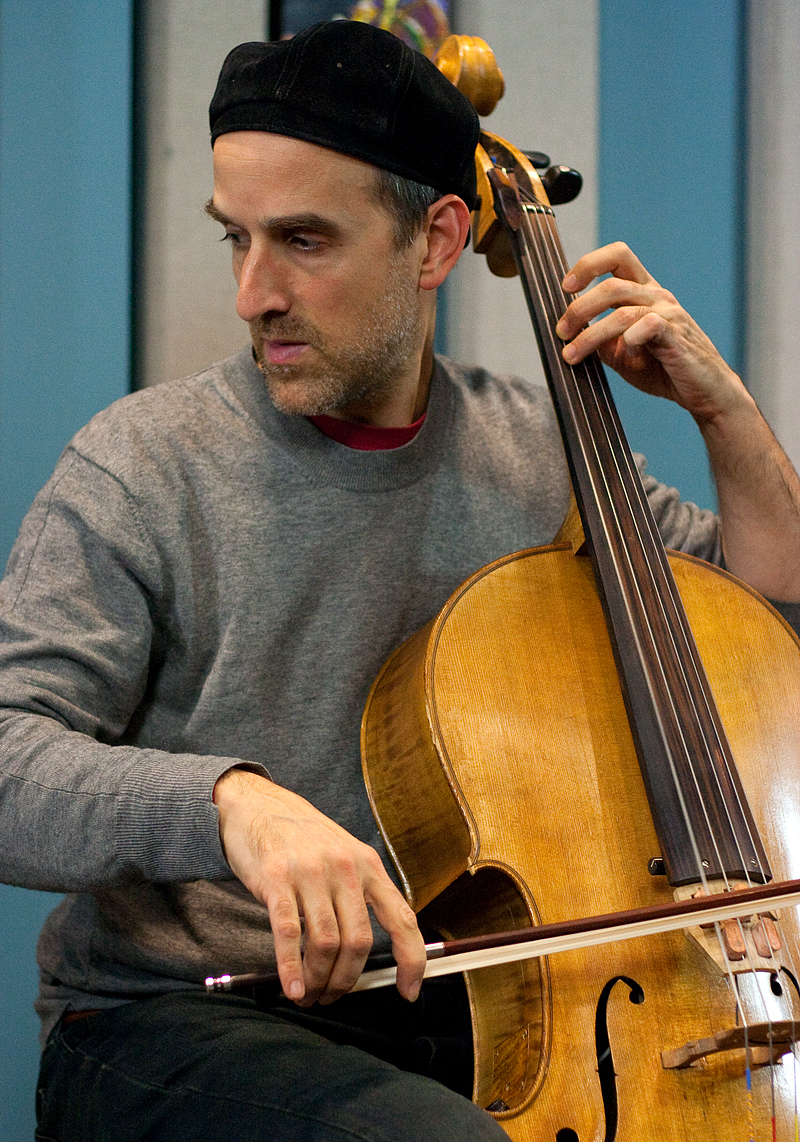
Rufus Cappadocia (2010)

Rufus Cappadocia (* 1967 in Hamilton/Ontario) ist ein kanadischer Cellist.

## Leben
Cappadocia begann im Alter von drei Jahren Cello zu spielen. Er studierte an der McGill University in Montreal, wo er in der ethnomusikalischen Bibliothek die traditionelle westafrikanische und bulgarische Musik entdeckte. Nach dem Studium lernte er in Südfrankreich und Spanien den Flamenco kennen, bevor er sich in New York niederließ.
Dort schloss er sich dem Matt Darriaus The Paradox Trio an, mit dem er seit 1995 drei Alben veröffentlichte. Er arbeitete außerdem u. a. mit Seamus Eagan, Bonga Jean-Baptiste und Vishal Vaid zusammen, wurde von Ross Daly in die Musik des Balkans eingeführt und gründete mit David Fiuczynski die Fusiongruppe Kif. Auftritte hatte er auch mit Musikern wie Aretha Franklin, Odetta, Cheick Tidiane Seck und Vernon Reid. Als Duo Bethany & Rufus tritt er mit der Sängerin Bethany Yarrow auf. 2006 legte er das Soloalbum Songs for a Cello mit Eigenkompositionen vor.